# Psychotria crassipetala
Psychotria crassipetala là một loài thực vật có hoa trong họ Thiến thảo. Loài này được E.M.A.Petit miêu tả khoa học đầu tiên năm 1964.